# Haval H8
| Sterne im C-NCAP-Crashtest (2015) |

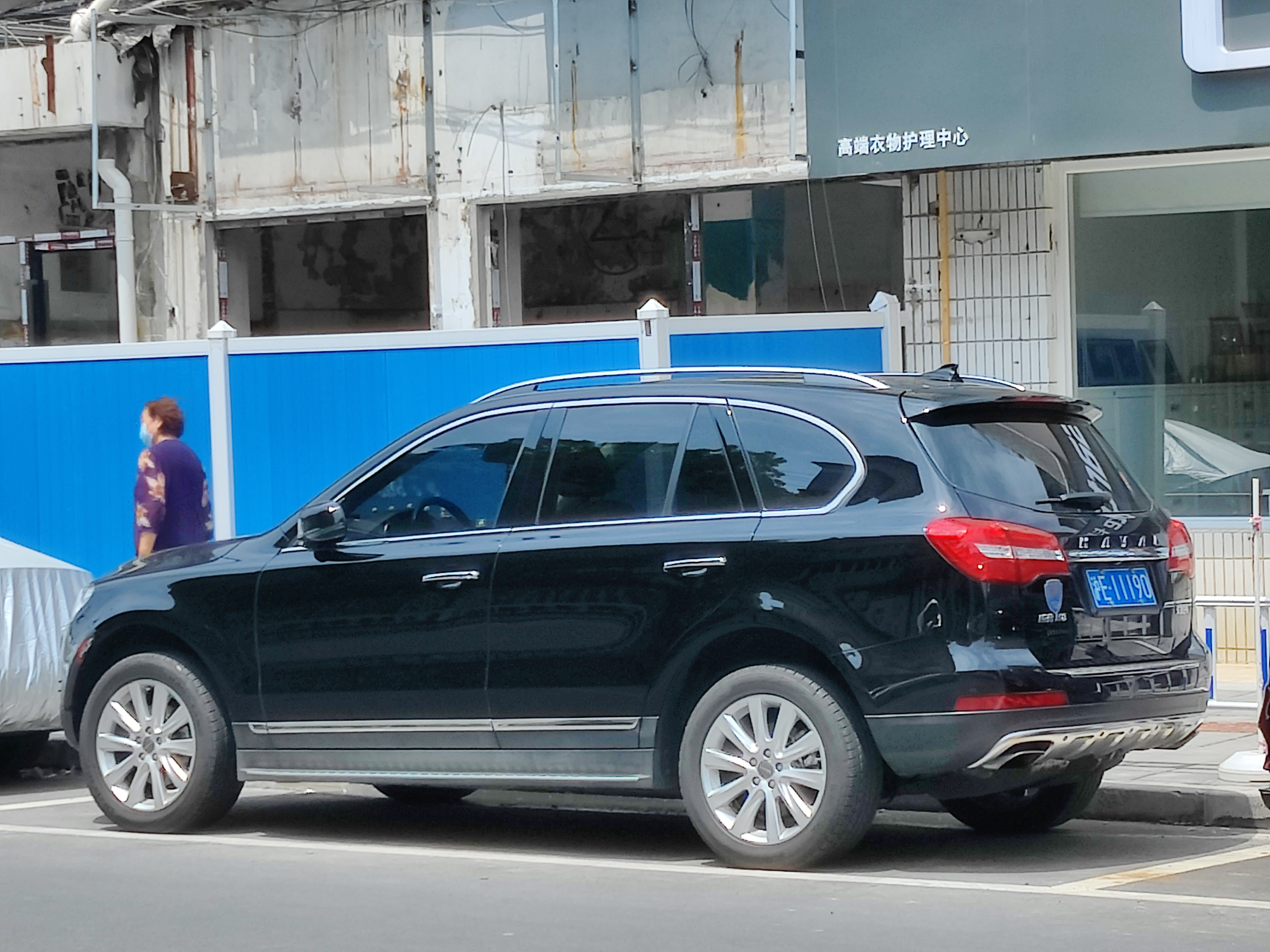
Heckansicht

Der Haval H8 ist ein SUV der zum chinesischen Automobilhersteller Great Wall Motor gehörenden Marke Haval. Positioniert war das SUV zwischen dem Haval H7 und dem Haval H9.

## Geschichte
Das Fahrzeug debütierte im April 2012 auf der Beijing Auto Show als Great Wall Haval H7 Concept. Die Serienversion präsentierte Haval auf der Guangzhou Auto Show im November 2013, sie sollte im Anschluss daran in China verkauft werden. Der Hersteller verschob den Marktstart allerdings mehrfach bis April 2015. Erst dann wurden die ersten Fahrzeuge an Kunden ausgeliefert. Die Ursachen für die Verschiebung lassen sich unter anderem auf technische Probleme mit dem Getriebe, der Motoreinstellung und der Lenkung zurückführen.

## Technische Daten
Den Antrieb im H8 übernimmt entweder ein 185 kW (252 PS) starker Zweiliter-Ottomotor oder ein 140 kW (190 PS) starker Zweiliter-Dieselmotor.
|                                             | 2.0                       | 2.0 Diesel                  |
| Bauzeitraum                                 | 11/2013–05/2018           | 11/2013–05/2018             |
| Motorkenndaten                              |                           |                             |
| Motortyp                                    | R4-Ottomotor              | R4-Dieselmotor              |
| Hubraum                                     | 1967 cm³                  | 1996 cm³                    |
| max. Leistung bei min−1                     | 185 kW (252 PS) / 5500    | 140 kW (190 PS) / 4000      |
| max. Drehmoment bei min−1                   | 355 Nm / 1800–4500        | 420 Nm / 1400–2400          |
| Kraftübertragung                            |                           |                             |
| Antrieb, serienmäßig                        | Vorderradantrieb          | Vorderradantrieb            |
| Antrieb, optional                           | (Allradantrieb)           | (Allradantrieb)             |
| Getriebe                                    | 8-Gang-Automatikgetriebe  | 8-Gang-Automatikgetriebe    |
| Messwerte                                   |                           |                             |
| Höchstgeschwindigkeit                       | 180 km/h                  | 180 km/h                    |
| Beschleunigung, 0–100 km/h                  | 11,0 s                    | k. A.                       |
| Kraftstoffverbrauch auf 100 km (kombiniert) | 8,9 l Super (9,5 l Super) | 7,6 l Diesel (8,0 l Diesel) |

## Trivia
Der Haval H8 ist das erste chinesische Fahrzeug, das bewusst in einem Hollywood-Film platziert wurde. Im 2014 erschienenen Film The Expendables 3 war das SUV in einer in Bulgarien gedrehten Szene zu sehen.